# Levin von Geusau (Amtshauptmann)
Levin von Geusau (* 1691; † 4. September 1751 in Emmendingen) war ein herzoglich-sächsischer Amtshauptmann in Eisenach sowie badischer Landvogt.

## Herkunft und Leben
Levin stammte aus der thüringischen Adelsfamilie von Geusau, die u. a. auf Farnstädt saß. Er war auch Oberhofmeister der verwitweten Herzogin Anna Sophia von Sachsen-Eisenach. 1748 ging er nach Baden-Durlach und wurde dort Landvogt zu Emmendingen. Er wurde Stammvater der in den Freiherrenstand erhobenen Linie des Adelsgeschlechts von Geusau.
Verheiratet war er in erster Ehe mit Marie Christine von Vippach. Aus dieser Ehe stammen die Kinder:
- Freifräulein Magdalene Wilhelmine Caroline von Geusau (1722–1800), Hofdame der Markgräfin von Baden
- Wilhelm von Geusau, k. k. Obrist und badischer Geheimer Rat (1727–1798), hinterließ zwei Töchter.

Verheiratet war er in zweiter Ehe seit 1733 mit Sophia Magdalena Dorothea, geborene von Heringen († 11. August 1754 in Durlach) aus Ottenhausen. Aus dieser Ehe gingen folgende Kinder hervor:
- Freiherr Carl von Geusau, badischer Geheimer Rat und Oberjägermeister (1734–1803)
- Levin von Geusau (1735–1808), preußischer Generalmajor
- Freiherr Friedrich von Geusau (1739–1788), Major
- Johanna Sophie Henriette Amalie verehl. von Weiß geb. von Geusau (* 1741)